# Vojnotehnički fakultet
Vojnotehnički fakultet (VTF) djelovao je u Zagrebu od 1978. do 1991. godine u svrhu školovanja za potrebe Jugoslavenske narodne armije. Na njemu su se školovali stručnjaci za vojnu industriju SFR Jugoslavije, inženjeri elektrotehničke, strojarske, kemijske i informatičke struke. U vrijeme postojanja bio je najprestižniji tehnički fakultet na području Jugoslavije na koji su se upisivali ponajbolji srednjoškolci iz cijele bivše države. Vojnotehnički fakultet Zagreb imao je vrlo blisku suradnju sa Sveučilištem u Zagrebu, tako da su njegovi studenti išli na predavanja i polagali ispite na fakultetima zagrebačkog sveučilišta (FER, FSB, FKIT itd.).
Studente su stipendirale velike tvrtke tadašnje države kao što su: RIZ Zagreb, Zastava Kragujevac, Sloboda Čačak, TMH Novi Travnik, 2. novembar Mojkovac, Pretis Vogošća, Zrak Sarajevo, Krušik Valjevo, Famos Sarajevo i druge.
Prijemni ispit sastojao se od matematike i psihofizičkih testova.
Kampus se nalazio u kompleksu vojarni na Črnomercu.

## Studiji
VTF je provodio programe od 5 godina na 6 smjerova:
- naoružanje,
- motorna vozila i inženjerski strojevi
- elektronika
- pirotehnologija
- raketni smjer
- prometni smjer